# Arteria ulnaris
Arteria ulnaris- singcsontütőér az alkaron. Két részlete van; proximalis része rézsútosan halad le a könyökárok felől ulnaris irányba az alkar közepéig, a flexorok közös izomtömege alatt, a musculus flexor digitorum profunduson. A nervus medianustól a musculus pronator teres mély feje választja el. Distalis része felszínesebben fut a musculus flexor digitorum superficialis és a musculus flexor carpi ulnaris közti barázdában, csak a fascia antebrachiitól fedve. A két rész közti tompa szögletű átmenet helyén csatlakozik az arteriához a könyök hátulsó oldaláról jövő nervus ulnaris, mely innen kezdve a kéztőig szorosan együtt halad a verőérrel.
A kéztőn az arteria az os pisiforme radialis oldalán a lig. carpi transversum felett fut el, a tenyéren az aponeurosis palmaris alá nyomul, s ez alatt, közte s a felületes ujjhajlító izmok inai közt az arcus volaris superficialist alkotja, igen gyakran (40%) az arteria radialis ramus volaris superficialisának hozzájárulásával.

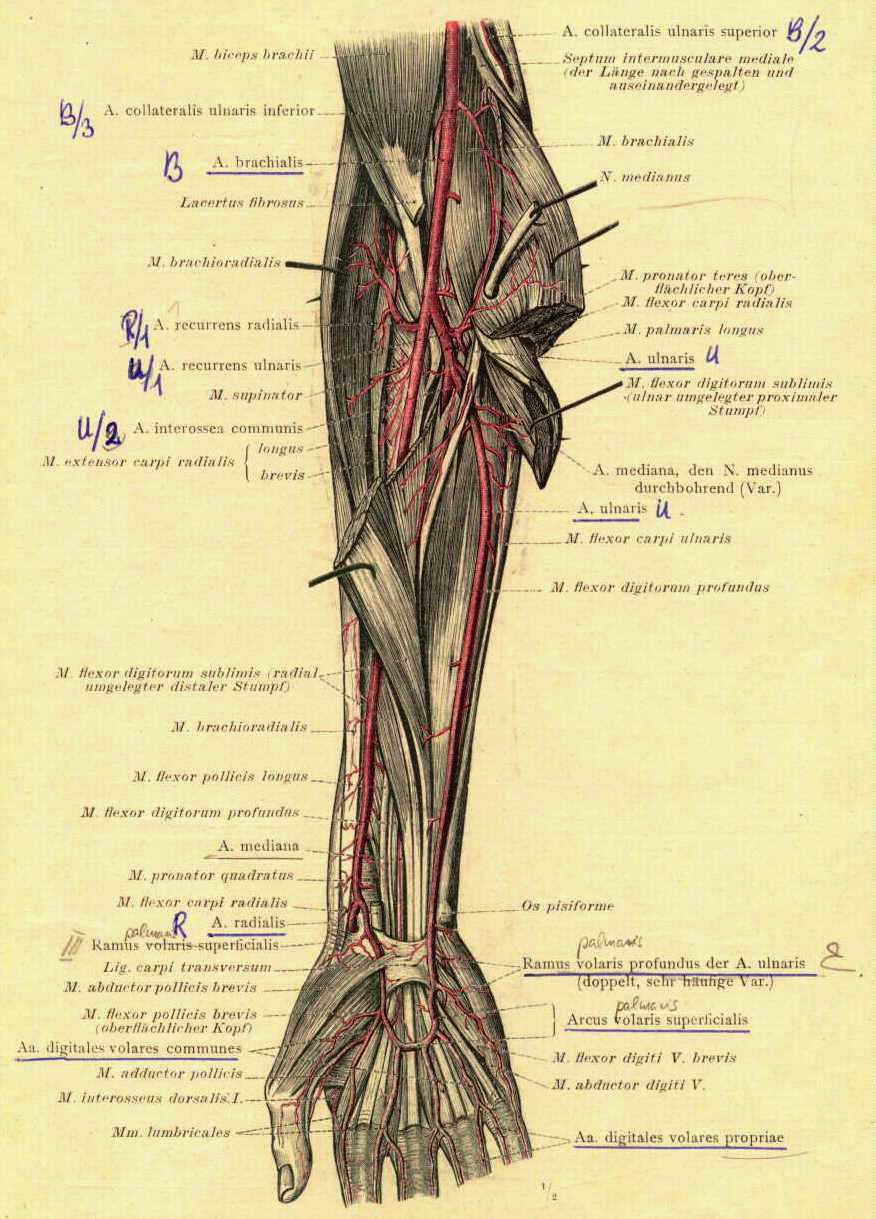
Az alkar erezete

## Ágai
- 1. Arteria recurrens ulnaris. Proximalfelé hajolva két ágra oszlik; az elülső a könyökárok elülső oldalán, a másik a flexorok izomtömege alatt elfutva az ízület hátulsó oldalán oszlik el. A két ág anastomosál a collateralis ulnarisokkal.
- 2. Arteria interossea communis. Még a könyökárok területén ered az arteria ulnaristól, melynek legerősebb ága. Csakhamar két ágra válik.
  - a) Arteria interossea dorsalis. A csontközti hártya felső hézagján, a chorda obliquától distalisan az alkar dorsalis oldalára jut, itt először a musc. supinator alatt halad, s azután ennek distalis szélén a nervus radialis mély ágával együtt előlépve az alkar extensorainak felületes és mély rétege között fut a kéztő felé, hol a rete carpi dorsaleban végződik. A musc. supinator alatt adja az arteria recurrens interosseát a könyök hátulsó felszínéhez.
  - b) Arteria interossea volaris. A csontközti hártyán húzódik lefelé a hasonnevű ideggel, a musc. flexor digitorum profundus és flexor pollicis longus közt. Lejjebb a musc. pronator quadratus alá nyomul s a membrana interosseát átfúrva a kéztő háti oldalára jut, hol a rete carpi dorsalesba megy át. Egy gyenge volaris adja az alkarcsontok tápláló ereit, az arteria nutriciákat.
- 3. Arteria mediana. Leggyakrabban az arteria interossea volaris ága, de eredhet közvetlenül az ulnarisból is. Rendesen igen jelentéktelen erecske, mely a nervus medianust kíséri egy darabon, néha azonban magzatkori nagy jelentőségű szerepének fenntartásával erős arteria, mely akár a tenyérre is lemehet s felületes tenyérívet alkothat.
- 4. Ramus carpeus volaris. Gyenge ág, a rete carpi volareban végződik.
- 5. Ramus carpeus dorsalis. A kéztő háti érhálózatához megy.
- 6. Ramus volaris profundus. Ellátja a hypothenar izmait, és az os pisiformenál a musc. flexor és abductor digiti quinti közt, vagy a musc. flexor radialis oldalán a mélységbe, a musc. adductor alá hatol, hol az arteria radialistól alkotott mély tenyéri ívet egészíti ki.
- 7. Arteriae digitales volares communes, három ág a felületes ívből erednek, mely a kézközépcsontok (II.-V.) között halad az ujjak felé s ezek tövén két-két arteria digitalis propriá-ra oszlik. Ezek az ujjak szélein húzódnak distalis irányban s az ujjbegyen ív alakúan áthajolnak egymásba. A 2. ujjperctől kezdve az ujjak dorsalis bőrfelületét is ellátják. A kisujj ulnaris ága önállóan ered a tenyérívtől; arteria digitalis propria ulnaris dig. quinti. Tehát az ujjak tíz ága közül hetet ad az arteria ulnaris, hármat az a. radialis. A felületes ív az arteria ulnaris ága, azonban az esetek egy részében, 4O%-ban, részt vesz benne az arteria radialis ramus superficialisa is. Domborulata a metacarpuscsontok közepéig ér, a typikus bőrredőkre vonatkoztatva kb. a linea cephalica és vitalis közti távolság közepéig. Görbülete igen erős.
- 8. Arcus volaris profundus, melyet főképpen az arteria radialis alkot, de melyben az a. ulnarisnak is része van, jóval proximalisabb helyzetű a felületes ívnél: a metacarpuscsontok proximalis részei előtt fut oly harántvonal mentén, amely a tenyér középső háromszögletű bemélyedésének proximalis csúcsán, vagyis ott vonul át, ahol a thenar és hypothenar érintkezik. Nem ívben jár, hanem egyenesen, harántul, részben befedve a musc. adductor pollicistól; főágai az arteria metacarpeae volares.

## Nomenclatura
Az anatómiában a latin elnevezések egységesítését három időpontban végezték el az anatómusok. Az elfogadott anatómiai elnevezéstanokat (nomenclaturát) azon városokról nevezték el, ahol kihirdették őket. Ezek alapján megkülönböztetünk Bázeli (BNA), Jénai (JNA) és Párizsi (PNA) anatómiai nomenclaturát. Jelenleg anatómiát a legutóbb megjelent Párizsi Nomina Anatomica alapján oktatnak, de a mindennapos orvosi gyakorlatban a legrégebbi Bázeli elnevezéstan szerint írott meghatározásokkal találkozhatunk. Az alábbiakban a szócikkhez tartozó anatómiai nevek nomenclatura szerinti tagolása látható, az egy anatómiai fogalomhoz tartozó elnevezések megtalálásához:
| BNA                            | JNA                                  | PNA                             |
| ------------------------------ | ------------------------------------ | ------------------------------- |
| a. ulnaris                     | a. ulnaris                           | a. ulnaris                      |
| aa. recurrentes ulnares        | a. recurrens ulnaris                 | a. recurrens ulnaris            |
|                                |                                      | r. anterior                     |
|                                |                                      | r. posterios                    |
|                                | r. dorsalis (a. recurrentis ulnaris) |                                 |
|                                | r. volaris (a. recurrentis ulnaris   |                                 |
| rete articulare cubiti         | rete articulare cubiti               | rete articulare cubiti          |
| a. interossea communis         | a. interossea communis               | a. interossea communis          |
| a. interossea dorsalis         | a. interossea dorsalis               | a. interossea posterior         |
| a. interossea volaris          | a. interossea volaris                | a. interossea anterior          |
| a. mediana                     | a. mediana                           | a. mediana                      |
| a. interossea recurrens        | a. interossea recurrens              | a. interossea recurrens         |
| rami musculares                |                                      |                                 |
| ramus carpeus dorsalis         | ramus carpicus dorsalis              | ramus carpeus dorsalis          |
| ramus carpeus volaris          | ramus carpicus volaris               | ramus carpeus palmaris          |
| ramus volaris profundus        | ramus volaris profundus              | ramus palmaris profundus        |
| arcus volaris superficialis    | arcus volaris superficialis          | arcus palmaris superficialis    |
| aa. digitales volares communes | aa. digitales volares communes       | aa. digitales palmares communes |
| aa. digitales volares propriae | aa. digitales volares propriae       | aa. digitales palmares propriae |

## Szakirodalom
- Toldt: Anatomischer Atlas (1901)
- Regéczy-Toldt: Az ember anatómiája (Oktatási anyag Debreceni Egyetem Általános Orvostudományi Kar 1993)